# Pyay (distrikt)
Pyay District är ett distrikt i Myanmar.   Det ligger i regionen Bagoregionen, i den södra delen av landet, 140 km sydväst om huvudstaden Naypyidaw.